# 1994年パシフィックグランプリ
1994年パシフィックグランプリ (1994 Pacific Grand Prix) は、1994年のF1世界選手権第2戦として、1994年4月17日にTIサーキット英田（現岡山国際サーキット）で開催された。

## 概要
初開催となるパシフィックGPの舞台は、岡山県の山間部にあるTIサーキット英田。コース全長3.7kmは当時のF1開催地の中でもモンテカルロ市街地コースに次ぐ短さであり、エンジンパワーよりもシャシー性能が鍵となるレイアウトだった。
チケット販売については周辺の宿泊施設や道路事情から、観戦券付きのパッケージツアーに限定し、大型バス1000台で観客輸送を行った。できたばかりのサーキットで、国際イベントはおろか全日本F3000選手権など国内メジャーイベントの実施経験もないことから、道路渋滞などのトラブルが懸念されたが、運営面に大きな混乱もなく、4日間に9万7千人（決勝日は5万5千人）の観客を集めて無事に開催された。
ジョーダンのエディ・アーバインは開幕戦ブラジルGPの多重接触事故の原因をつくったとして、3戦出場停止処分を受けた。アーバインの代役として、今季のレギュラーシートを失った鈴木亜久里がスポット参戦した。また、フェラーリはブラジルGP後のテスト中に首を負傷したジャン・アレジに代わり、テストドライバーのニコラ・ラリーニを起用した。

## 予選
金曜日の予選初日にアイルトン・セナ（ウィリアムズ）が切れのあるタイムアタックを決め、暫定ポールポジションを獲得。ミハエル・シューマッハ（ベネトン）が0.2秒差の2位に付けた。土曜日の予選2回目は気温が上昇したためタイムが伸び悩み、シューマッハはタイヤ温存のためにタイムアタックを見送った。これでセナの開幕2戦連続ポールポジションが確定したが、チームメイトのデイモン・ヒル共々同じ地点で原因不明のスピンを喫しており、決勝83周に向けて不安を残した。
なお、フリー走行後にマシンの調子を聞かれたラリーニが「トラクションコントロールが…」と漏らしたことから、フェラーリが使用禁止のトラクションコントロールシステム (TCS) を使用しているのではないかとの疑惑が持ち上がった。国際自動車連盟 (FIA) はマシンを検査した末、チームに対して「使用しないように」と通達して場を収めた。

### 予選結果
| 順位 | No. | ドライバー                       | コンストラクター      | タイム   | 差     |
| ---- | --- | -------------------------------- | --------------------- | -------- | ------ |
| 1    | 2   | アイルトン・セナ                 | ウィリアムズ-ルノー   | 1:10.218 | —      |
| 2    | 5   | ミハエル・シューマッハ           | ベネトン-フォード     | 1'10.440 | +0.222 |
| 3    | 0   | デイモン・ヒル                   | ウィリアムズ-ルノー   | 1'10.771 | +0.553 |
| 4    | 7   | ミカ・ハッキネン                 | マクラーレン-プジョー | 1'11.683 | +1.465 |
| 5    | 28  | ゲルハルト・ベルガー             | フェラーリ            | 1'11.744 | +1.526 |
| 6    | 8   | マーティン・ブランドル           | マクラーレン-プジョー | 1'12.351 | +2.133 |
| 7    | 27  | ニコラ・ラリーニ                 | フェラーリ            | 1'12.372 | +2.154 |
| 8    | 14  | ルーベンス・バリチェロ           | ジョーダン-ハート     | 1'12.409 | +2.191 |
| 9    | 9   | クリスチャン・フィッティパルディ | フットワーク-フォード | 1'12.444 | +2.226 |
| 10   | 6   | ヨス・フェルスタッペン           | ベネトン-フォード     | 1'12.554 | +2.336 |
| 11   | 30  | ハインツ＝ハラルド・フレンツェン | ザウバー-メルセデス   | 1'12.686 | +2.468 |
| 12   | 4   | マーク・ブランデル               | ティレル-ヤマハ       | 1'12.751 | +2.533 |
| 13   | 10  | ジャンニ・モルビデリ             | フットワーク-フォード | 1'12.866 | +2.648 |
| 14   | 3   | 片山右京                         | ティレル-ヤマハ       | 1'13.013 | +2.795 |
| 15   | 24  | ミケーレ・アルボレート           | ミナルディ-フォード   | 1'13.016 | +2.798 |
| 16   | 20  | エリック・コマス                 | ラルース-フォード     | 1'13.111 | +2.893 |
| 17   | 23  | ピエルルイジ・マルティニ         | ミナルディ-フォード   | 1'13.529 | +3.311 |
| 18   | 25  | エリック・ベルナール             | リジェ-ルノー         | 1'13.613 | +3.395 |
| 19   | 29  | カール・ヴェンドリンガー         | ザウバー-メルセデス   | 1'13.855 | +3.637 |
| 20   | 15  | 鈴木亜久里                       | ジョーダン-ハート     | 1'13.932 | +3.714 |
| 21   | 19  | オリビエ・ベレッタ               | ラルース-フォード     | 1'14.101 | +3.883 |
| 22   | 26  | オリビエ・パニス                 | リジェ-ルノー         | 1'14.106 | +3.888 |
| 23   | 12  | ジョニー・ハーバート             | ロータス-無限ホンダ   | 1'14.424 | +4.206 |
| 24   | 11  | ペドロ・ラミー                   | ロータス-無限ホンダ   | 1'14.657 | +4.439 |
| 25   | 31  | デビッド・ブラバム               | シムテック-フォード   | 1'14.748 | +4.530 |
| 26   | 32  | ローランド・ラッツェンバーガー   | シムテック-フォード   | 1'16.536 | +6.318 |
| DNQ  | 34  | ベルトラン・ガショー             | パシフィック-イルモア | 1'16.927 | +6.709 |
| DNQ  | 33  | ポール・ベルモンド               | パシフィック-イルモア | 1'17.450 | +7.232 |

## 決勝
スタートでは加速が鈍ったセナに対し、シューマッハは好スタートを決めてトップに立つ。1コーナーでは3位のミカ・ハッキネンもセナのインを伺うが、止まりきれずに追突。セナはスピンしてグラベル上に飛び出し、後続のラリーニに衝突されてリタイアとなった。ほかにマーク・ブランデルもスピンし、スタート直後に早くも3台が戦列を離れた。
セナはスタートの失敗について、遅いセーフティカーがフォーメーションラップを先導したため、スロー走行中にタイヤが冷えてしまったと説明した。一方、シューマッハはピット側の汚れたラインからスタートするので、朝のウォームアップからピット側を走行して2番グリッドを掃除しておいた。
シューマッハはオープニングラップ終了時点で2位ハッキネンに2秒以上の差をつけ、その後も後続との差を拡げて一人旅となる。4周目、3位のヒルがリボルバーコーナーでハッキネンに仕掛けるが、スピンして一時9位まで後退した。ハッキネンは2位をキープしたが、19周目にギアボックストラブルでリタイア。ヒルが再び2位に浮上し、以下ゲルハルト・ベルガー、ルーベンス・バリチェロ、クリスチャン・フィッティパルディ、マーティン・ブランドル、ヨス・フェルスタッペンと続いた。
43周目、腰痛に耐えながら走行していた片山右京がエンジンから白煙を上げてリタイア。次の周には鈴木亜久里もコースアウトしてリタイアし、地元日本勢は姿を消した。
その後もスピンや故障によりリタイアが続く。50周目、2位単独走行中のヒルがギアボックストラブルでリタイア。ウィリアムズは2台リタイアでノーポイントに終わる。ブランドル、フェルスタッペン、ミケーレ・アルボレート、カール・ヴェンドリンガーらが次々と戦列を離れたため、スタート直後にノーズを交換して22位まで転落したエリック・コマスがポイント圏内の6位に進出した。
シューマッハは全周回トップ、ファステストラップ獲得という磐石の走りを見せつけ、2位ベルガーに1分15秒差をつけて開幕2連勝を達成。連続リタイアのセナに対して20ポイントのリードを稼いだ。3位のバリチェロはデビュー2年目で嬉しい初表彰台となった。

### 決勝結果
| 順位 | No | ドライバー                       | コンストラクター      | 周回数 | タイム/リタイア    | グリッド | ポイント |
| ---- | -- | -------------------------------- | --------------------- | ------ | ------------------ | -------- | -------- |
| 1    | 5  | ミハエル・シューマッハ           | ベネトン-フォード     | 83     | 1:46'01.693        | 2        | 10       |
| 2    | 28 | ゲルハルト・ベルガー             | フェラーリ            | 83     | +1'15.300          | 5        | 6        |
| 3    | 14 | ルーベンス・バリチェロ           | ジョーダン-ハート     | 82     | +1 Lap             | 8        | 4        |
| 4    | 9  | クリスチャン・フィッティパルディ | フットワーク-フォード | 82     | +1 Lap             | 9        | 3        |
| 5    | 30 | ハインツ＝ハラルド・フレンツェン | ザウバー-メルセデス   | 82     | +1 Lap             | 11       | 2        |
| 6    | 20 | エリック・コマス                 | ラルース-フォード     | 80     | +3 Laps            | 16       | 1        |
| 7    | 12 | ジョニー・ハーバート             | ロータス-無限ホンダ   | 80     | +3 Laps            | 23       |          |
| 8    | 11 | ペドロ・ラミー                   | ロータス-無限ホンダ   | 79     | +4 Laps            | 24       |          |
| 9    | 26 | オリビエ・パニス                 | リジェ-ルノー         | 78     | +5 Laps            | 22       |          |
| 10   | 25 | エリック・ベルナール             | リジェ-ルノー         | 78     | +5 Laps            | 18       |          |
| 11   | 32 | ローランド・ラッツェンバーガー   | シムテック-フォード   | 78     | +5 Laps            | 26       |          |
| Ret  | 10 | ジャンニ・モルビデリ             | フットワーク-フォード | 69     | エンジン           | 13       |          |
| Ret  | 29 | カール・ヴェンドリンガー         | ザウバー-メルセデス   | 69     | 接触               | 19       |          |
| Ret  | 24 | ミケーレ・アルボレート           | ミナルディ-フォード   | 69     | 接触               | 15       |          |
| Ret  | 8  | マーティン・ブランドル           | マクラーレン-プジョー | 67     | オーバーヒート     | 6        |          |
| Ret  | 23 | ピエルルイジ・マルティニ         | ミナルディ-フォード   | 63     | スピン             | 17       |          |
| Ret  | 6  | ヨス・フェルスタッペン           | ベネトン-フォード     | 54     | スピン             | 10       |          |
| Ret  | 0  | デイモン・ヒル                   | ウィリアムズ-ルノー   | 49     | トランスミッション | 3        |          |
| Ret  | 15 | 鈴木亜久里                       | ジョーダン-ハート     | 44     | ステアリング       | 20       |          |
| Ret  | 3  | 片山右京                         | ティレル-ヤマハ       | 42     | エンジン           | 14       |          |
| Ret  | 7  | ミカ・ハッキネン                 | マクラーレン-プジョー | 19     | ギアボックス       | 4        |          |
| Ret  | 19 | オリビエ・ベレッタ               | ラルース-フォード     | 14     | 電気系             | 21       |          |
| Ret  | 31 | デビッド・ブラバム               | シムテック-フォード   | 2      | 電気系             | 25       |          |
| Ret  | 2  | アイルトン・セナ                 | ウィリアムズ-ルノー   | 0      | 接触               | 1        |          |
| Ret  | 27 | ニコラ・ラリーニ                 | フェラーリ            | 0      | 接触               | 7        |          |
| Ret  | 4  | マーク・ブランデル               | ティレル-ヤマハ       | 0      | 接触               | 12       |          |
| DNQ  | 34 | ベルトラン・ガショー             | パシフィック-イルモア |        |                    |          |          |
| DNQ  | 33 | ポール・ベルモンド               | パシフィック-イルモア |        |                    |          |          |

- ファステストラップ：ミハエル・シューマッハ（ベネトン・フォード） 1'14.023 (LAP 10)
- ラップリーダー：シューマッハ (LAP 1-83)

## エピソード
- TIサーキット英田の運営方法が評価され、この年のベストオーガナイザー賞を受賞した。
- 日本国内のテレビ中継を担当するフジテレビは、それまで日本GPを決勝当日のゴールデンタイムに録画放送していた。今回のパシフィックGPは、1987年のF1中継開始以来初めて生放送で中継した[1]。
- TIサーキットの最大のパッシングポイントであるヘアピンのイン側に「ありがとう岡山県」という看板が設置された。これはパシフィックGP実現に協力した自治体に対するサーキット側からのメッセージで、テレビ中継のカメラにもよく映された。通常、グランプリ開催中のコース内看板はフォーミュラ・ワン・コンストラクターズ・アソシエーション (FOCA) の管理下に置かれているが、この時はFOCA会長バーニー・エクレストンの許可を得て設置した。
- アイルトン・セナ、ローランド・ラッツェンバーガーは次戦のサンマリノGPで事故死したため、これが日本におけるアイルトン・セナ、ローランド・ラッツェンバーガーのラストレースとなった。ちなみにラッツェンバーガーはこのレースでF1レース初完走（結果としてこれが生涯唯一のF1レースの完走）を果たしている。

## ランキング
| 順位 | ドライバー             | Pt |
| ---- | ---------------------- | -- |
| 1    | ミハエル・シューマッハ | 20 |
| 2    | ルーベンス・バリチェロ | 7  |
| 3    | デイモン・ヒル         | 6  |
| 4    | ゲルハルト・ベルガー   | 6  |
| 5    | ジャン・アレジ         | 4  |

| 順位 | コンストラクター       | Pt |
| ---- | ---------------------- | -- |
| 1    | ベネトン・フォード     | 20 |
| 2    | フェラーリ             | 10 |
| 3    | ジョーダン・ハート     | 7  |
| 4    | ウィリアムズ・ルノー   | 6  |
| 5    | フットワーク・フォード | 3  |

- ランキングは上位5者まで記載